# Riou Blanc
Der Riou Blanc (im Oberlauf Camandre genannt) ist ein kleiner Fluss in Frankreich, der im Département Var in der Region Provence-Alpes-Côte d’Azur verläuft. Er entspringt beim Colle de Roussel im nordöstlichen Gemeindegebiet von Seillans, entwässert generell Richtung Südosten und mündet nach rund 15 Kilometern im Gemeindegebiet von Montauroux als linker Nebenfluss in den Biançon, der kurz danach den Stausee Lac de Saint-Cassien bildet. Der Riou Blanc verläuft am Südrand des Flugplatzes Fayence–Tourrettes.

## Orte am Fluss
(Reihenfolge in Fließrichtung)
- Roquerousse, Gemeinde Fayence
- Peymeyan, Gemeinde Fayence
- Fayence
- Lombardie, Gemeinde Tourrettes
- Saint-Simon et les Faoux Laous, Gemeinde Tourrettes
- Les Terrasses, Gemeinde Tourrettes
- Les Coulettes de la Négrone, Gemeinde Callian
- Le Baou, Gemeinde Callian